# Szürke rigótimália
A szürke rigótimália (Turdoides malcolmi) a madarak osztályának verébalakúak (Passeriformes) rendjébe és a Leiothrichidae családjába tartozó faj.

## Rendszerezése
A fajt William Henry Sykes skót ornitológus írta le 1832-ben, a Timalia nembe Timalia malcolmi néven. Egyes szervezetek az Argya nembe sorolják Argya malcolmi néven.

## Előfordulása
Dél-Ázsiában, India, Nepál és Pakisztán területén honos. A természetes élőhelye a szubtrópusi vagy trópusi cserjések, száraz szavannák, valamint ültetvények, szántóföldek és vidéki kertek. Állandó, nem vonuló faj.

## Megjelenése
Testhossza 27-28 centiméter, testtömege 63–92 gramm.

## Életmódja
Rovarokkal, gabonafélékkel, magvakkal és bogyókkal táplálkozik.